# مقارنة بين الكيمياء والفيزياء

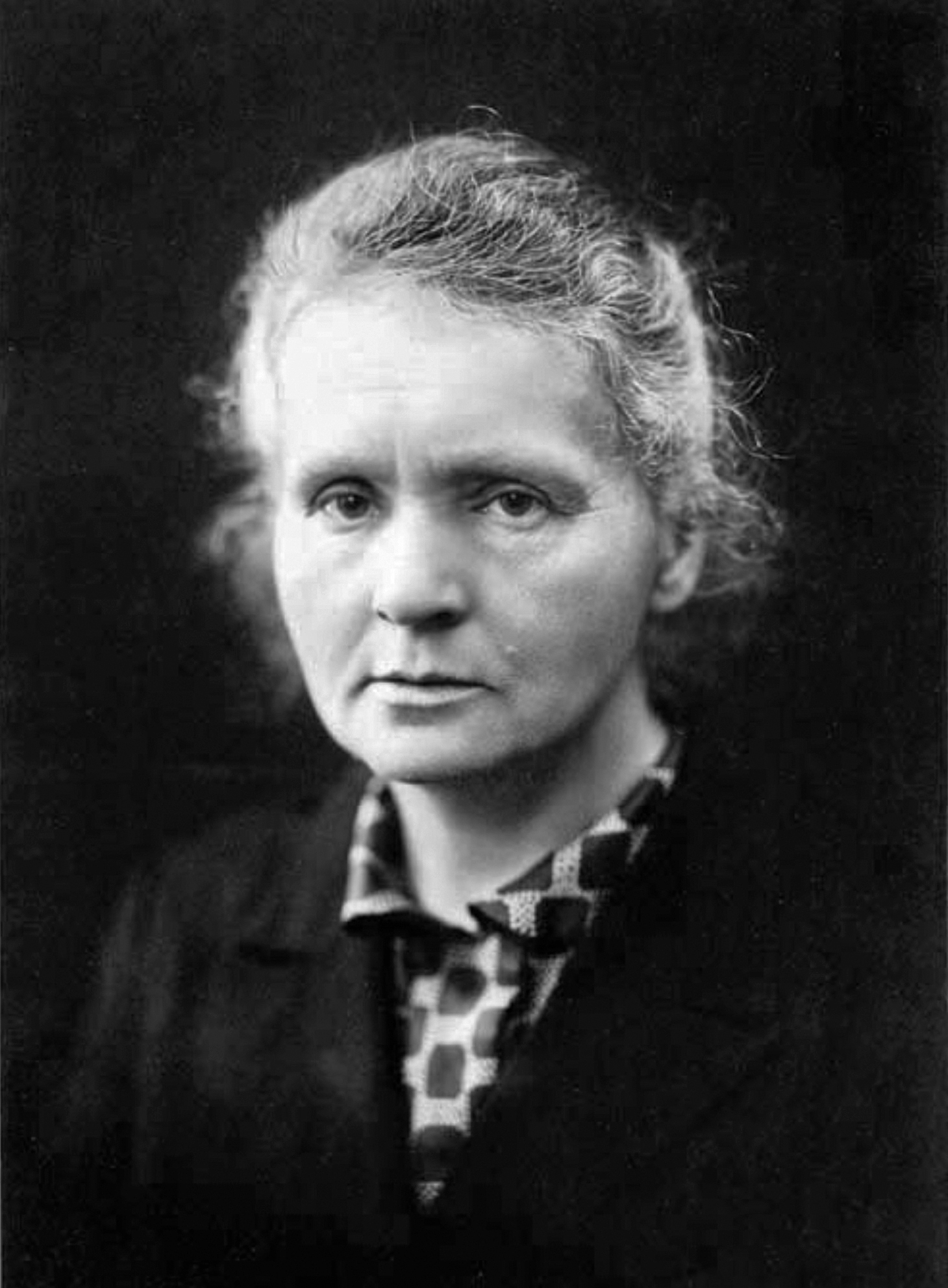
ماري كوري هي الشخص الوحيد الذي حصل على جوائز نوبل في كل من الفيزياء والكيمياء.

الكيمياء والفيزياء هما تفرع للعلم الذي يهتم بدراسة سلوك المادة. الفرق بينهما يكمن في النطاق والطريقة المنتهجة.
وتركز الكيمياء على وصف المادة من خلال سلوكها الداخلي في حد ذاتها ككيان، أو النظم التي تشكل المادة. وتركز الفيزياء على وصف المسألة من خلال سلوكها الخارجي مع كيانات المادة الأخرى، أو النظم التي تتحكم وتسلك المادة فيها.
يتم تدريب الكيميائيين والفيزيائيين بشكل مختلف، ولديهم أدوار مهنية مختلفة، حتى عند العمل في فريق واحد. الفاصل بين الكيمياء والفيزياء يذوب عند النظم التي تدمج التركيبات الخارجية والجوهرية للمادة، لا سيما في مجالات الكيمياء الفيزيائية والفيزياء الكيميائية وميكانيكا الكم والفيزياء النووية والكيمياء النووية وعلم المواد والتحليل الطيفي وفيزياء الجوامد وكيمياء  الحالة الصلبة وعلم البلورات وتقنية النانو.

## المجال
قد تتداخل الفيزياء والكيمياء عندما يتضمن النظام الذي يجري دراسته حاليا مسألة تتألف من الإلكترونات والنوى المصنوعة من البروتونات والنيوترونات ومن جانب آخر، الكيمياء ليست معنية بأشكال أخرى من المواد مثل الكواركات والميوون والتاوون والمادة المظلمة.
على الرغم من أن القوانين الأساسية التي تحكم سلوك المادة تنطبق في كل من الكيمياء والفيزياء إلا أن تخصصات الفيزياء والكيمياء متمايزة فيما بينها. فالفيزياء معنية بدراسة الطبيعة من نطاق واسع جدا (الكون كله) وصولا إلى نطاق صغير جدا (الجسيمات دون الذرية). جميع الظواهر الفيزيائية التي يمكن قياسها تتبع بعض السلوك الذي ينسجم مع المبادئ الأساسية المدروسة في علم الفيزياء.
وتتشارك الفيزياء مع المبادئ الأساسية للظواهر الفيزيائية والقوى الأساسية للطبيعة، وتعطي نظرة ثاقبة حول جوانبي الزمان والمكان. وتتناول أيضا المبادئ الأساسية التي تفسر المادة والطاقة، وقد تدرس جوانب من المادة الذرية من خلال اتباع مفاهيم مستمدة من مبادئها الأساسية.
تركز الكيمياء على كيفية تفاعل المواد مع بعضها البعض ومع الطاقة (على سبيل المثال الحرارة والضوء). وتكمن دراسة تغيير المادة (التفاعلات الكيميائية) والاصطناع في قلب الكيمياء وتنتج مفاهيم مثل المجموعات الوظيفية العضوية وقوانين معدل التفاعلات الكيميائية. كما تدرس الكيمياء خصائص المادة على نطاق أوسع (على سبيل المثال، الكيمياء الفلكية) وردود الفعل للمادة على نطاق أوسع (على سبيل المثال، الكيمياء التقنية)، ولكن عادة ما تكون التفسيرات والتنبؤات مرتبطة بالهيكل الذري، معطية مزيد من التركيز على أساليب تحديد الجزيئات وآليات التحول منها دون أي علم آخر.

## المنهج
على الرغم من أن كلا الفيزياء والكيمياء على حد سواء تصف سلوك المادة وتفاعلها مع الطاقة، إلا أن التخصصان يختلفان في نهجيهما. ففي الفيزياء تجري العادة على تعميم المادة لتصف بتفصيل بسيناريوهات مختلفة الخصائص المشتركة للعديد من المواد المختلفة. على سبيل المثال ففي علم البصريات يتم وصف المواد من خلال مؤشر الانكسار الذي يمكن أن نستخدمه في وصفنا على سبيل المثال لاستنتاج أن المواد التي لها نفس مؤشر الانكسار لها خصائص متطابقة. ومن ناحية أخرى، يمكن أن تصف الكيمياء التركيب الكيميائي للعينة لاستكشاف كيفية تأثير التغير في بنية الجزيئات على التفاعل وخصائصها الفيزيائية.
يختلف الدور الذي تلعبه النظرية في تخصص الكيمياء عن الفيزياء. فالفيزياء يمكن تقسيمها إلى فيزياء تجريبية وأخرى نظرية. تاريخيا، توقعت الفيزياء النظرية الظواهر التي كانت خارج نطاق التجريب في ذلك الوقت بشكل صحيح، والتي لا يمكن التحقق منها إلا بعد وصول عدة تقنيات تجريبية. في الكيمياء، كان دور النظرية تاريخيا هو دور استعادي، يلخص البيانات التجريبية ويتنبأ بنتائج التجارب المشابهة. ومع تزايد قوة الأساليب الحسابية في الكيمياء، أصبح من الممكن التنبؤ ما إذا كان مركب افتراضي مستقر أم لا قبل أن تتوفر البيانات التجريبية.

## التدريب
في أي برنامج بكالوريوس جامعي نموذجي لتخصصات الفيزياء، المقررات المطلوبة هي في تخصصات فرعية للفيزياء مع مقررات إضافية مطلوبة في الرياضيات. لأن التبصر المكثف في الفيزياء يتطلب وصفاً بالمعادلات التفاضلية المتعلقة بالمادة والزمان والمكان (على سبيل المثالقانون نيوتن للحركة ومعادلات ماكسويل للكهرومغناطيسية)، يجب أن يكون الطلاب على دراية بالمعادلات التفاضلية. وفي أي برنامج جامعي نموذجي للبكالوريوس في التخصصات الكيميائية، يتم التركيز على الفصول المختبرية وفهم وتطبيق نماذج تصف الروابط الكيميائية والتركيب الجزيئي. وينصب التركيز أيضا على طرق التحليل والصيغ والمعادلات المستخدمة عند النظر في التحول الكيميائي. يأخذ الطلاب مقررات في الرياضيات والفيزياء والكيمياء، وفي كثير من الأحيان كيمياء حيوية . بين برنامجي الدراسة، هناك مجال كبير من التداخل (التفاضل والتكامل، الفيزياء التمهيدية، ميكانيكا الكم، الديناميكا الحرارية). ومع ذلك، فإن الفيزياء تركز بشكل أكبر على النظرية الأساسية (مع العلاج الرياضي العميق) في حين أن الكيمياء تضع المزيد من التركيز في الجمع بين التعريفات الرياضية النظرية الأكثر أهمية مع نهج النماذج الجزيئية. قد تختلف المهارات المختبرية في كلا البرنامجين، حيث يمكن للطلاب المشاركة في تقنيات مختلفة، اعتمادا على البرنامج ومؤسسة التعليم العالي (على سبيل المثال، قد يمضي طالب الكيمياء وقتا أكبر في المختبر للتعامل مع أواني المختبر الزجاجية للتقطير والتنقية أو على شكل من أداة الاستشراب المطيافية، في حين أن طالب الفيزياء قد قضاء المزيد من الوقت في التعامل مع تقنيات البصريات غير الخطية والليزر أو بعض الدوائر الكهربائية المعقدة).

## الوظائف في الكيمياء والفيزياء
وفقا لإحصاءات مكتب العمل (وزارة العمل في الولايات المتحدة)، هناك 80000 كيميائي و17000 فيزيائي عاملين في الولايات المتحدة اعتبارا من مايو 2010. بالإضافة إلى ذلك، 21000 كيميائي و13500 فيزيائي يدرسون في المدارس الثانوية.

## مواضيع في ارتباط الكيمياء والفيزياء
علم الكيمياء وعلم الفيزياء غير مستقلة بشكل تام، فالكيميائيون والفيزيائيون يعملون في فرق متعددة التخصصات لاستكشاف المواضيع التالية.
- كيمياء الكم
- المطيافية
- الديناميكا الحراية
- علم المواد أوهندسة المواد
- الهندسة الكيميائية
- فيزياء الجوامد
- كيمياء الحالة الصلبة
- علم البلورات
- الكيمياء النووية
- الفيزياء النووية
- المواد النانوية
- الكيمياء الكهربائية
- الكيمياء المغناطيسية
- الهيدروديناميكا المغناطيسية